# Actinodium cunninghamii
Actinodium es un género monotípico de pequeños arbustos perteneciente a la familia Myrtaceae. Su única especie: Actinodium cunninghamii, es originaria del sur de Australia.

## Descripción
Es un arbusto bajo, no superior a 0,5 metros de altura, tiene hojas del tallo sésiles y se produce en las zonas húmedas de arena. La inflorescencia es una cabeza floral, de alrededor de 400 mm de diámetro, está compuesta por compactadas flores rosadas rodeadas por una franja blanca de las flores estériles alargadas, las cuales aparecen entre agosto y noviembre.
Su imagen fue grabada en un sello postal de Australia en 1985.

## Taxonomía
Actinodium cunninghamii fue descrita por Schauer ex Lindl. y publicado en An Introduction to the Natural System of Botany ed. 2: 440. 1836.
Etimología
cunninghamii: epíteto otorgado en honor de Allan Cunningham. La especie fue descrita en 1836 por Johannes Conrad Schauer.
Sinonimia
- Triphelia brunioides R.Br. ex Endl. in S.L.Endlicher & al., Enum. Pl.: 48 (1837).
- Actinodium proliferum Turcz., Bull. Soc. Imp. Naturalistes Moscou 22(2): 17 (1849).[1][7]